# Honda Innova
La série Honda Innova, Honda Wave (en Asie du sud-est), ou Honda Supra (en Indonésie) est une série de petites motocyclettes fabriquées par Honda. Ce modèle est issu de la « série NF » ou « NF series » en anglais. Seul le nom commercial du modèle change à l'export.

## Historique

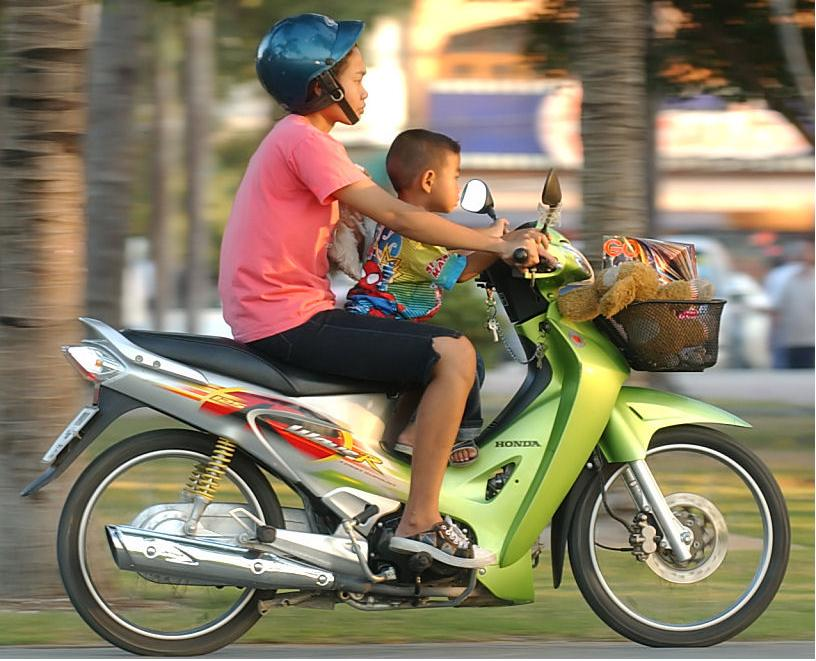
Honda Wave en Thaïlande

L'Innova est le successeur de la motocyclette la plus populaire au monde connue sous les noms de Cub et Super Cub. Sa production a commencé en 1994 pour les marchés asiatiques et européens. À la différence des anciennes Honda Cub, le cadre fait d'acier et de tôles embouties est complètement caché par un carénage en plastique.

## Description et utilisation
L'Innova a des airs de gros cyclomoteur, un design peu commun en Europe, entre motocyclette et scooter. Doté d'une boîte semi-automatique à 4 vitesses (sans poignée d'embrayage), il est très simple à piloter et permet de se faire plaisir autant en ville qu'à la campagne.

Sa faible consommation (moins de 2,5 l/100 km) en fait un moyen de locomotion très économique.
La faible capacité de son réservoir ne pousse pas aux grands trajets. De plus, quelques difficultés sont apparues pour l'équiper en top-case et en pare-brise, notamment à la suite d'un problème de référence dans le catalogue Honda 2007[réf. nécessaire].

## Technique
L'Innova a été décliné en trois cylindrées :  100 cm3 (NF 100), 110 cm3 (NF 110) et 125 cm3 (ANF 125). L'ANF 125 est produit en Thaïlande.
En 2006, l'ANF 125 a été redessiné ; il a été doté d'un blocage de direction à la clef de contact[réf. nécessaire].
Début 2007, en Europe, l'Innova 125 cm3 voit son carburateur remplacé par l'injection. C'est le Honda Innova 125i. Le moteur développe la puissance de 9,18 ch à 7 500 tr/min pour un couple de 0,99 mkg à 3 000 tr/min.

## Popularité
En mai 2008, Honda a annoncé que la production cumulée de Honda Cub avait atteint le chiffre record de 60 millions d'unités. Construit depuis 1958, le successeur des Cub et Super Cub fait donc partie des véhicules les plus fabriqués au monde; dans 160 pays.
En juillet 2008, Honda a fêté le 50e anniversaire de la naissance du Honda Cub, en présence de son PDG, Takeo Fukui.
En septembre 2008, Honda a lancé un site web dédié aux 50 ans du Cub.
Ce type de deux-roues est assez confidentiel en Europe, contrairement aux pays asiatiques du Sud-Est.
Ventes en France:
- 2004 : 494 exemplaires[10]
- 2005 : 344 exemplaires[11]
- 2006 : 314 exemplaires[12]
- 2007 : 331 exemplaires[13]